# Округ Савоч (Колорадо)
Савоч (енгл. Saguache County) је округ у америчкој савезној држави Колорадо. По попису из 2010. године број становника је 6.108. Седиште округа је град Савоч.

## Демографија
Према попису становништва из 2010. у округу је живело 6.108 становника, што је 191 (3,2%) становника више него 2000. године.
| Група             | 2000.         | 2010.         |
| Белци             | 3.053 (51,6%) | 3.446 (56,4%) |
| Афроамериканци    | 7 (0,1%)      | 14 (0,2%)     |
| Азијати           | 27 (0,5%)     | 47 (0,8%)     |
| Хиспаноамериканци | 2.678 (45,3%) | 2.452 (40,1%) |
| Укупно            | 5.917         | 6.108         |